# Johann Karl Erler der Ältere
Johann Karl Erler (auch: Johann Carl Erler; * 21. August 1770 in Baruth; † 12. November 1848 in Belzig) war ein deutscher evangelischer Theologe und Pfarrer.

## Leben
Erler wurde als ältester von drei Söhnen und drei Töchtern des Johann Karl Erler (* 20. Dezember 1742 in Baruth; † 9. Oktober 1820 ebenda), Kaufmann und Stadtrichter in Baruth, geboren. Seine Mutter war Marie Elisabeth Leede (* 13. Oktober 1749 in Golzow; † 7. November 1819 in Baruth).
Erlers schulische Ausbildung begann an der Ortsschule in Baruth und wurde durch Privatunterricht ergänzt. Vom 4. Juni 1784 bis zum 19. Juni 1789 besuchte er die Fürstenschule Pforta. Sein Aufenthalt dort hat seinen Charakter entscheidend geformt und ihn auf seine spätere Tätigkeit vorbereitet. Später entsandte er seine drei Söhne ebenfalls auf die Fürstenschule. Am 20. Oktober 1789 begann er sein Theologiestudium an der Universität Wittenberg und besuchte dort die Vorlesungen von Franz Volkmar Reinhard, Karl Ludwig Nitzsch und Johann Matthias Schröckh. Am 30. April 1792 wurde Erler zum Mag. phil. ernannt und bestand 1793 sein 1. theologisches Examen. Er wurde anschließend 1794 als Hauslehrer beschäftigt. Nachdem er 1795 sein 2. theologisches Examen bestand, wurde er am 1. März 1795 Diakon in Baruth. 1799 erfolgte die Ernennung zum Schulinspektor im gleichen Ort. Dort wurde er 1805 Oberpfarrer sowie Superintendent. Das Amt des Superintendenten in Baruth übte er bis 1822 aus. Während seiner Tätigkeit in Baruth war er bemüht das dortige Volksschulwesen zu verbessern.
Am 18. Februar 1822 ging er als Superintendent nach Belzig und war auch dort bemüht, das Volksschulwesen zu verbessern.
Am 18. November 1800 heiratete er in Linderode die Tochter des Kreisphysikus Dr. Johann August Heinsius (* 7. Juni 1745 in Sorau; † 15. August 1803 ebenda) aus Sorau, Charlotte Friederike Heinsius (* 23. April 1777 in Sorau; † 7. April 1825 in Belzig). Gemeinsam hatten sie drei Söhne und zwei Töchter. Sein Sohn Johann Karl Erler war später ebenfalls als Pfarrer und Superintendent tätig.

## Ehrungen
1827 wurde ihm der Rote Adlerorden 3. Klasse mit Schleife verliehen.
1845 erhielt er anlässlich seines 50-jährigen Dienstjubiläums von der theologischen Fakultät Halle-Wittenberg die Doktorwürde verliehen. Im gleichen Jahr erhielt er vom König Friedrich Wilhelm IV. den Roten Adlerorden 2. Klasse mit Eichenlaub.